# 상황 (문예지)
상황(狀況)은 1969년 8월 15일 대한민국 범우사에서 창간한 참여문학 동인지이다.
창간 동인은 임헌영, 구중서, 백승철, 신상웅 등이다.
1972년 봄호(2집)부터 독립된 출판사(상황사)에서 발행하고, 김병걸이 편집동인으로 참여하였다.
1973년 봄에 5집까지 발간하였다.

## 창간
창간호에는 구중서 등의 비평문과 신동엽의 미발표 유고 〈서울〉과 박봉우의 〈시인 신동엽〉, 이육사에 대한 화보 등을 실었다.
| “ | 양심의 마지막 발판인 문학이 한갓 딜레탕티즘의 장식물로 되고 말 것이라는 두려움이 온다. (중략) 시대에 뒤떨어진 낡은 세계관의 옹고집, 수사와 미사여구로써 양식과 지성을 마비시키려는 정체불명의 카리스마, 그리고 세속적 이권과 타협을 위해 보호색을 띤 언어 테러리스트들의 난폭, 혹은 서툰 국제주의에 눈멀어 차관문화에 앞장서는 매판작가들의 발호 따위는 바로 우리의 영혼을 좀먹는 이 땅의 문단 기생충임이 분명하다. (중략) 합리적인 사고의 바탕 위에서 괄호 안에 감금당한 언어들을 직선적으로, 구체적으로, 사실적으로 해방시켜야 한다고 믿는다. 그것은 짓밟힌 토착정신의 원형을 고적속에서 발굴하고, 도둑맞은 민족의 얼을 끈기 있게 되찾는 고된 작업으로 요약 될 수 있다. 우리는 역사에 있어 숙명을 믿지 않는다. 충분히 긴장된 의지로 오직 사태-그것에 충실할 따름이다. | ” |
|   | — 상황 창간사 |   |

4월 혁명 이후 구체적이고 직접적인 현실인식에 바탕을 둔 비평의식을 표방했다.
구세대의 보수적 문학관을 혁신하고 맹목적 서구편향의 반주체적 태도를 비판함으로써 주체적 역사의식과 현실주의 문학관을 올곧게 정립하고자 했다.

## 특징
진보적 민족문화론의 전통을 적극적으로 수용함을써 분단과 통일의 문제를 민족문학의 화두로 내세움으로써 기존 문학계간지 창비와의 차별화를 시도했다. 또한 서구 중심 문학론에 기댄 관념론적 현실참여의 한계를 지닌 창비와 달리 전통에 대한 주체적 인식과 구체적 실천으로서의 현실참여를 강조했다.
- 주체적 역사의식과 현실주의 문학론
- 참여 문학론과 리얼리즘 문학론
- 분단현실의 극복과 민족 문학론